# Zugerberg
De Zugerberg is een bergrug in het kanton Zug en behoort tot de stad Zug. Het hoogste punt heet Hünggigütsch op een hoogte van 1.039 meter. Vanwege de goede bereikbaarheid is het een van de meest geliefde plekken voor daguitjes.

## Ligging en geologie
De Zugerberg ligt aan de oostoever van het meer van Zug. Aan de voet van de berg ligt de stad Zug, waarvan de Zugerberg onderdeel is. Aan zuidelijke zijde ligt de 1.165 meter hoge Grossmattstolle er direct tegenaan die tot de gemeente Walchwil behoort.
De berg bestaat uit plooien en aan zuidelijker zijde uit opgeschoven molasse.

## Geschiedenis
In de Eerste Wereldoorlog nam Zwitserland meer dan 12.000 krijgsgevangenen op. Gewonden werden tot het einde van de oorlog in 1918 in luchtkuuroorden ondergebracht, waaronder de Zugerberg. Van 1943 tot 1988 was er de militaire gevangenis Früebüel.
Gedurende de Afghaanse oorlog nam Zwitserland door de Afghaanse opstandelingen gevangengenomen burgers van de Sovjet-Unie op omdat deze niet in staat waren ze middels de Geneefse conventies te behandelen. Deze personen werden middels een verdrag voor 2 jaar als krijgsgevangene op de Zugerberg vastgehouden.
Sinds 1989 is Früebüel een onderzoeksstation voor de ETHZ voor onderzoek met vee en schapen.

## Activiteiten
In de winter bestaat de mogelijkheid tot wandelen met sneeuwschoenen. Daarnaast zijn er cross-country skipaden, kan men sleeën en is er een kleine oefenpiste met skilift voor kinderen.
De Zugerberg leent zich in de zomer voor wandelen op de 80 kilometer aan wegbewijzerde wandelroutes. Zoals veelal in Zwitserland kan men er op veel plaatsen barbecueën. Tevens is er een speeltuin genaamd Schattwäldli.
Vooral in de zomer is de berg een geliefde plaats voor parapente door de thermische wind die vluchten tot laat in de avond mogelijk maken.

## Weblinks
- Zug Tourismus over de Zugerberg in het Engels
- Früebüel op de ETHZ website in het Engels
- Internierungen in het Historische Lexicon van Zwitserland (Duits)